# Weissflue
Die Weissflue ⓘ (auch geläufig: Weissfluh oder Weissfluhgipfel) ist ein 2843 m ü. M. hoher Berg in den Plessur-Alpen nordwestlich des bekannteren, obschon etwas kleineren Weissfluhjochs.

## Lage und Umgebung

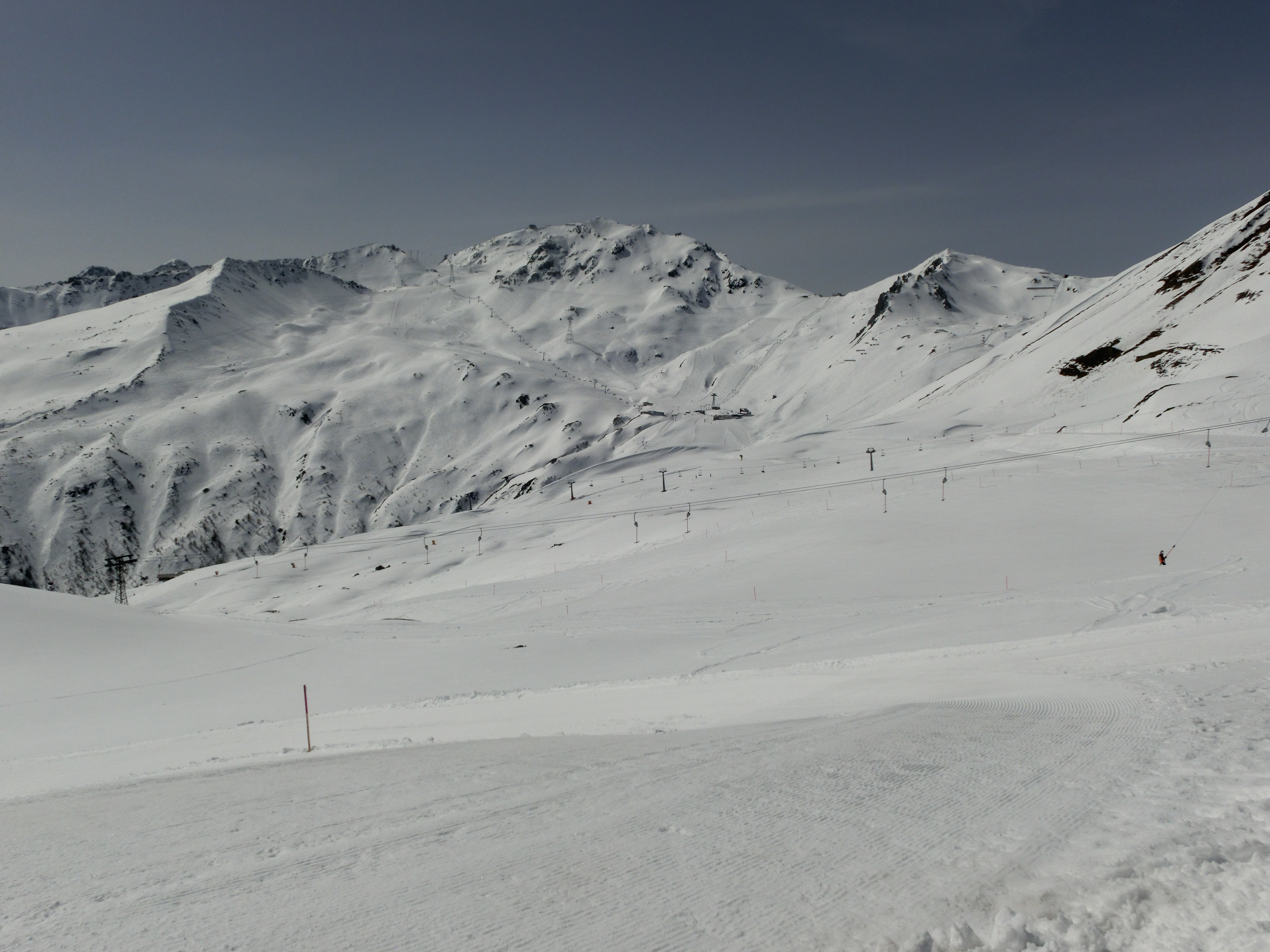
Skigebiet Parsenn, im Hintergrund die Weissflue, aufgenommen vom Gotschnagrat.

Die Weissflue, die früher auch Gablerflue genannt wurde, ist die höchste Erhebung der ehemaligen Gemeinde Langwies (heute Arosa) im Schanfigg und der höchste Punkt des Davoser Skigebiets Parsenn. Sie gehört zum Gebiet der Aroser Schuppenzone und damit zum penninischen Ablagerungsbereich (Penninikum).
Die Weissflue zählt geologisch zu den Aroser Dolomiten. Ihr höchster Punkt liegt am südwestlichen Rand eines ausgedehnten Schuttplateaus. Rund 300 m nordwestlich vom Hauptgipfel befindet sich der Nordgipfel, 2834 m, von dem der Westgrat ausgeht. Die Gemeindegrenze zwischen Arosa und Klosters-Serneus verläuft über den Nordgipfel während sich der Hauptgipfel vollständig auf Gemeindegebiet von Arosa befindet. Der Hauptgipfel bietet dem Besucher eine umfassende Rundsicht und einen Tiefblick in Richtung Arosertal-Schanfigg.
Die Weissflue bildet eine Wasserscheide zwischen Prättigau und Schanfigg, der Punkt 2623 zwischen Weissflue und Weissfluhjoch heisst tatsächlich "Wasserscheidi". Am Fusse der Weissflue führt der Casannapass vorbei, der das innere Fondei mit der Alp Casanna verbindet. Nächstgelegene Ortschaften sind im Abstand von jeweils sieben Kilometern Davos im Südosten und Langwies im Südwesten.

## Zugang und Nutzung

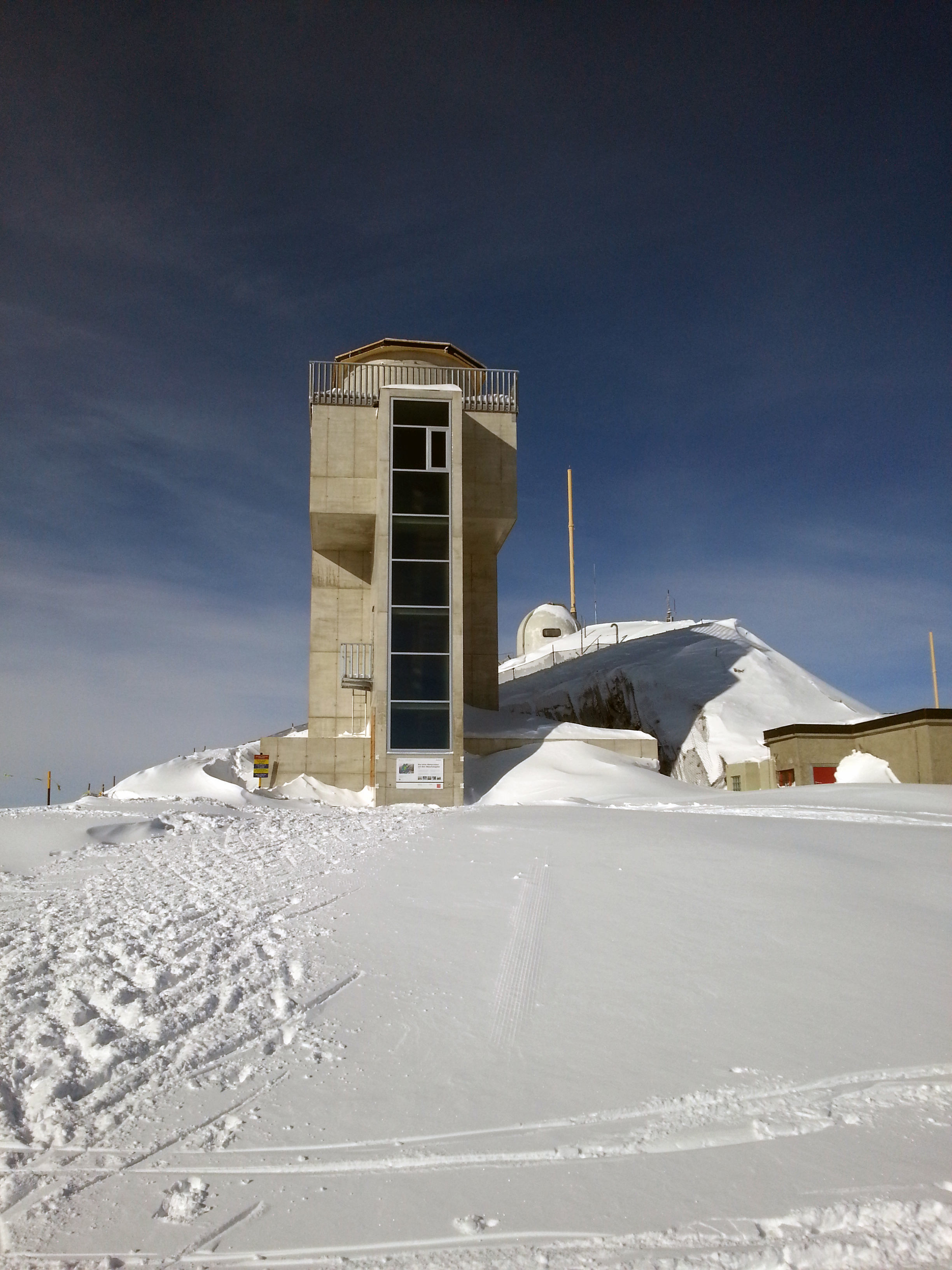
Wetterradar auf der Weissflue

Eine Luftseilbahn führt vom Weissfluhjoch auf das Gipfelplateau der Weissflue.
Die Weissflue ist mit diversen Bauten überstellt, neben einem Panoramarestaurant sind dies vor allem die Messstationen des WSL-Instituts für Schnee- und Lawinenforschung SLF sowie militärische und funktechnische Anlagen.
Im Sommer 2014 errichtete der Wetterdienst Meteo Schweiz im Gipfelbereich einen Wetterradar.

## Routen zum Gipfel

### Über die Ostseite
- Ausgangspunkt: Weissfluhjoch (2693 m), Stn. Gotschnagrat (2281 m), Wolfgang (1631 m), Langwies (1377 m), Schatzalp (1861 m), Davos (1560 m), Klosters (1206 m) oder Serneus (995 m)
- Via: Wasserscheidi (2629 m)
  1. Vom Weissfluhjoch zur Wasserscheidi
  2. Von Stn. Gotschnagrat via Parsennhütte (2200 m) zur Wasserscheidi
  3. Vom Wolfgang via Parsennhütte oder Meierhofer Tälli zur Wasserscheidi
  4. Von Davos via Schatzalp, Strelapass, Felsenweg zur Wasserscheidi
  5. Von Langwies via Sapün, Haupter Tälli, Strelapass, Felsenweg zur Wasserscheidi
  6. Von Langwies via Strassberg (Fondei), Casannapass zur Wasserscheidi
  7. Von Klosters oder Serneus via Kreuzweg zur Wasserscheidi
- Schwierigkeit: T2, B, als Wanderweg weiss-rot-weiss markiert.
- Zeitaufwand:
  1. ¾ Stunden vom Weissfluhjoch
  2. 2½ Stunden von der Stn. Gotschnagrat
  3. 3¾ Stunden von Wolfgang
  4. 4¼ Stunden vom Davos oder 3¼ Stunden von der Schatzalp
  5. 5¼ Stunden von Langwies via Haupter Tälli
  6. 5½ Stunden von Langwies via Fondei
  7. 6 Stunden von Klosters oder Serneus

### Über den Westgrat
- Ausgangspunkt: Langwies (1377 m), Klosters (1206 m) oder Serneus (995 m)
- Via: Schwerzi (2568 m)
  1. Von Langwies via Sapün zur Schwerzi
  2. Von Langwies via Strassberg (Fondei) zur Schwerzi
  3. Von Klosters oder Serneus via Kreuzweg, Casannapass zur Schwerzi
- Schwierigkeit: T6, WS, bis zur Schwerzi als Wanderweg weiss-rot-weiss markiert
  1. 4¾ Stunden von Langwies via Sapün
  2. 5¼ Stunden von Langwies via Fondei
  3. 7¼ Stunden von Klosters oder Serneus

### Durch die Nordflanke
- Ausgangspunkt: Stn. Gotschnagrat (2281 m), Langwies (1377 m), Klosters (1206 m) oder Serneus (995 m)
- Via: Obersäsställi (2441 m)
  1. Von Stn. Gotschnagrat via Parsennhütte (2200 m), Parsennfurgga (2435 m) zum Obersäsställi
  2. Von Langwies via Strassberg (Fondei), Casannapass zum Obersäsställi
  3. Von Klosters oder Serneus via Kreuzweg zum Obersäsställi
- Schwierigkeit: T4, EB, bis Obersäsställi als Wanderweg weiss-rot-weiss markiert.
  1. 2¼ Stunden von der Stn. Gotschnagrat
  2. 5¼ Stunden von Langwies
  3. 5¾ Stunden von Klosters oder Serneus

## Bilder

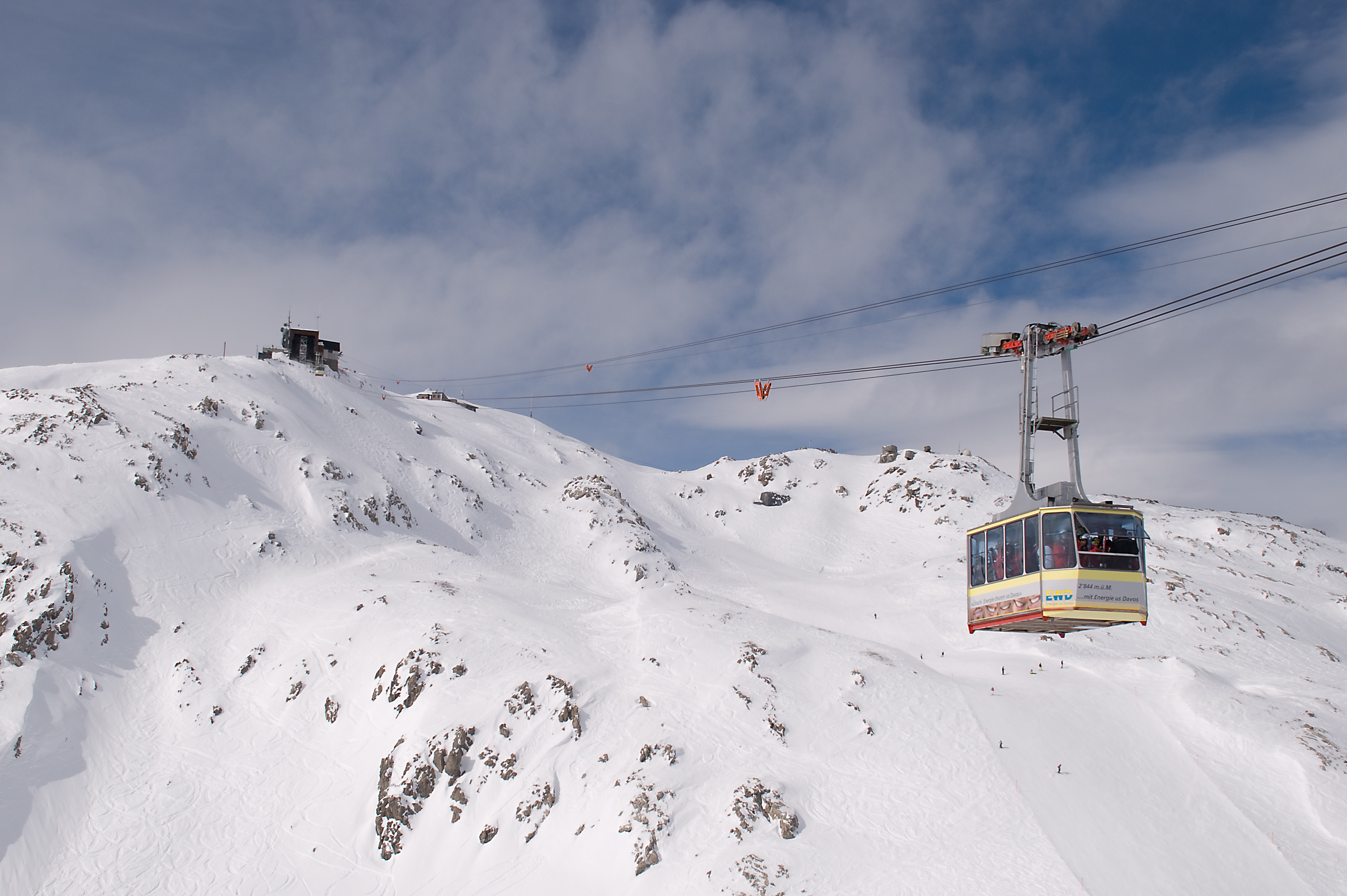
Seilbahn vom Weissfluhjoch zum Weissfluegipfel
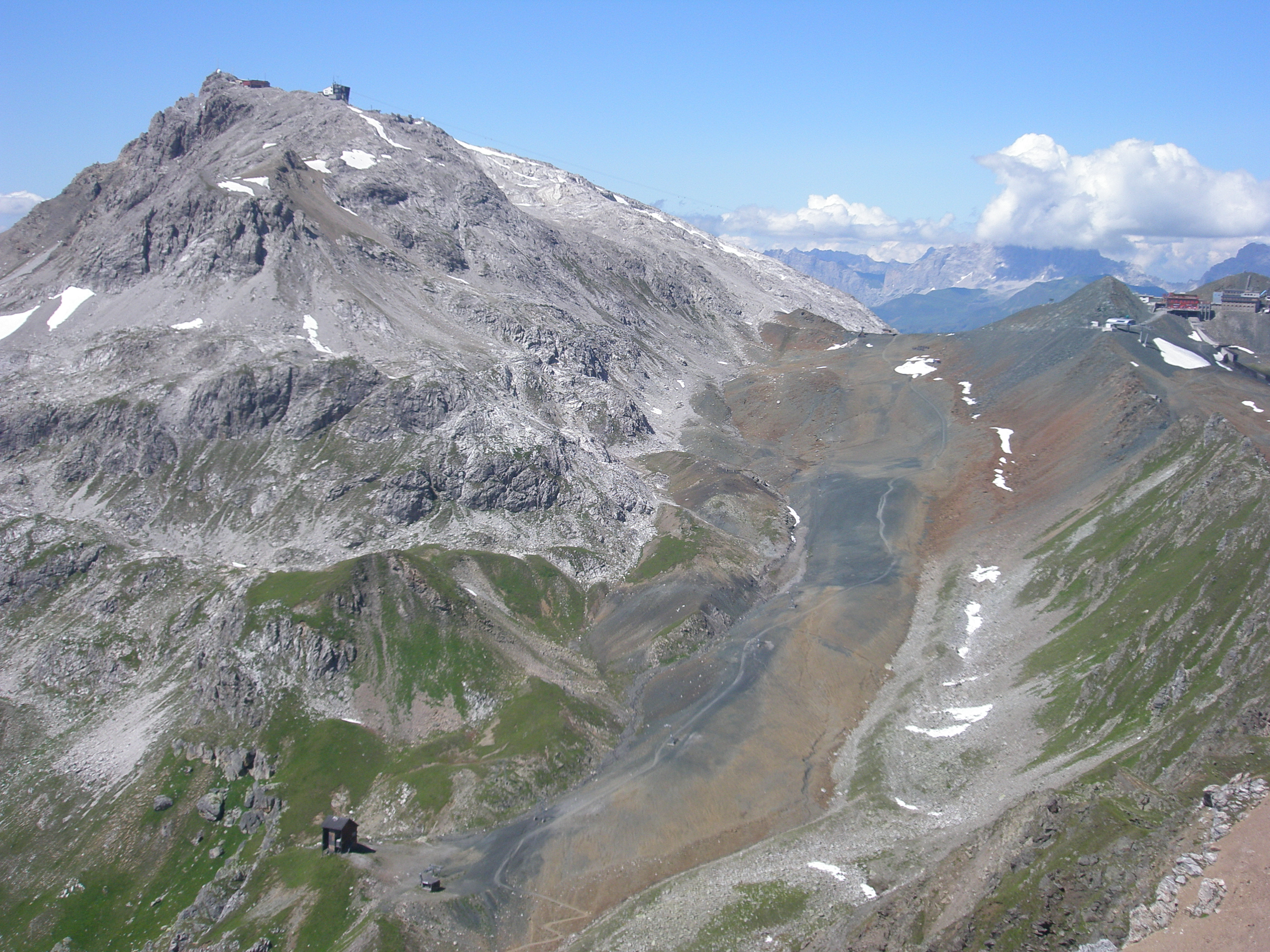
Weissflue mit Hauptertälli
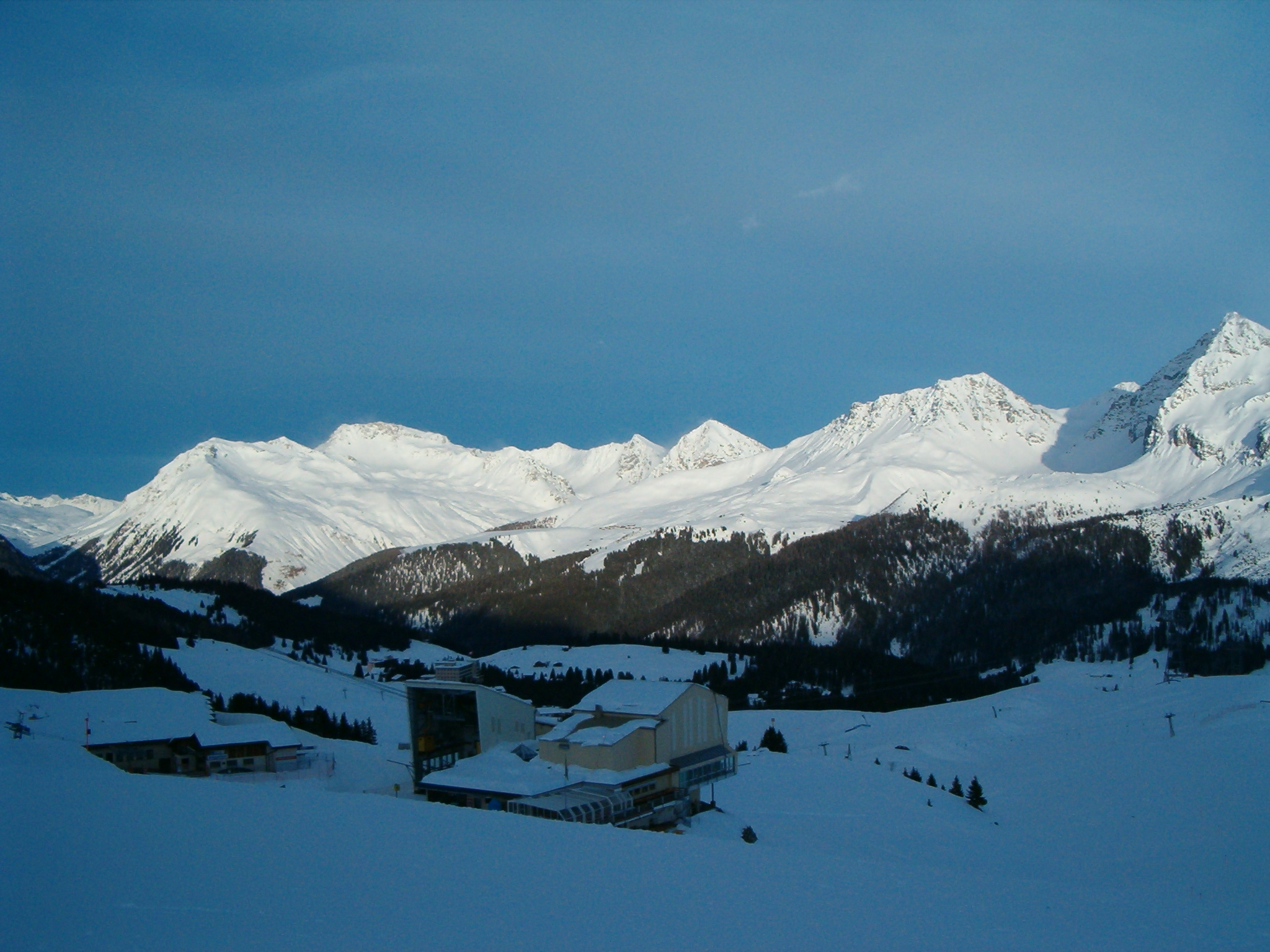
Weissfluegruppe/Aroser Dolomiten
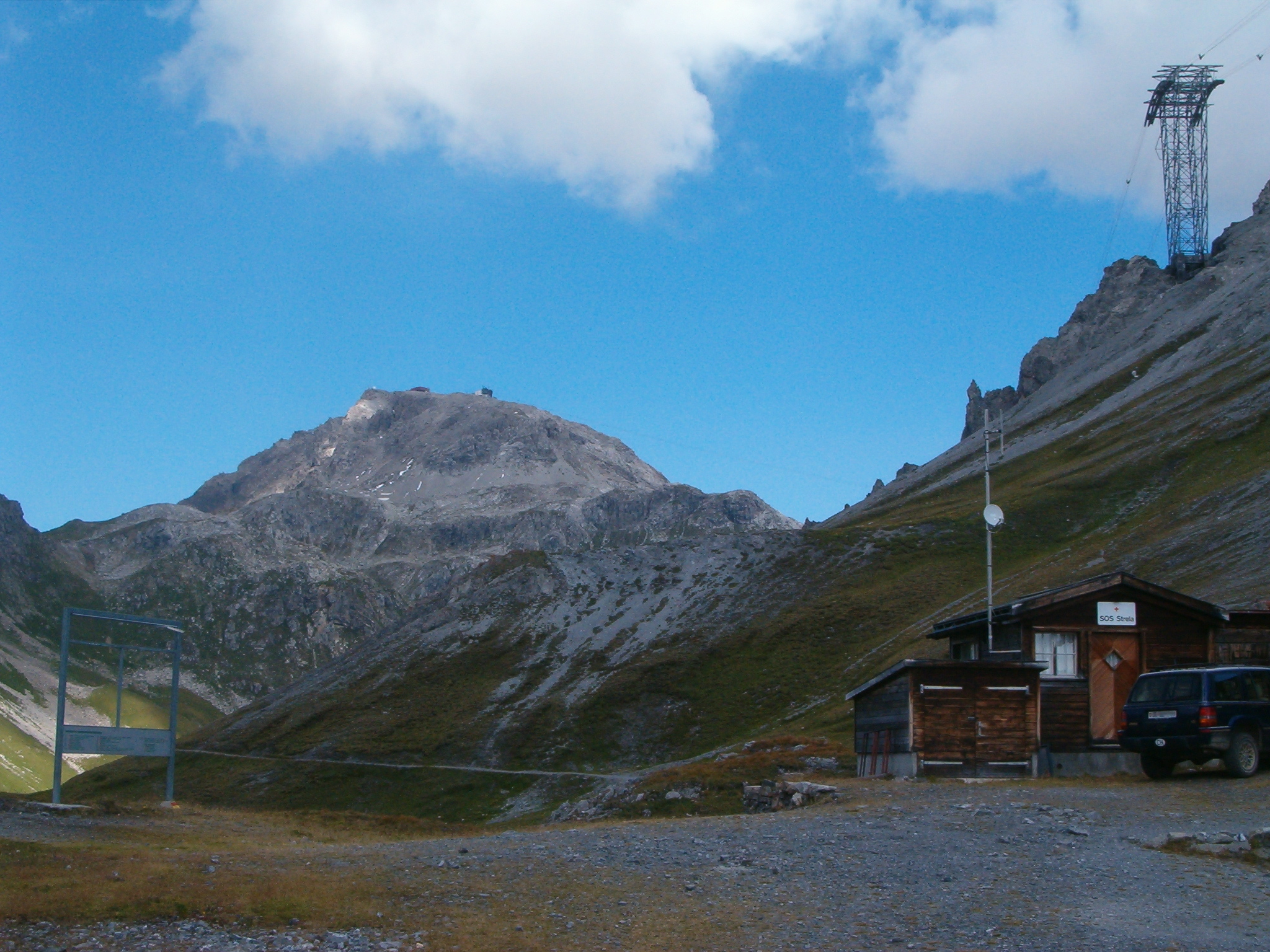
Ansicht vom Strelapass mit Verbindungsbahn Strela-Hauptertälli
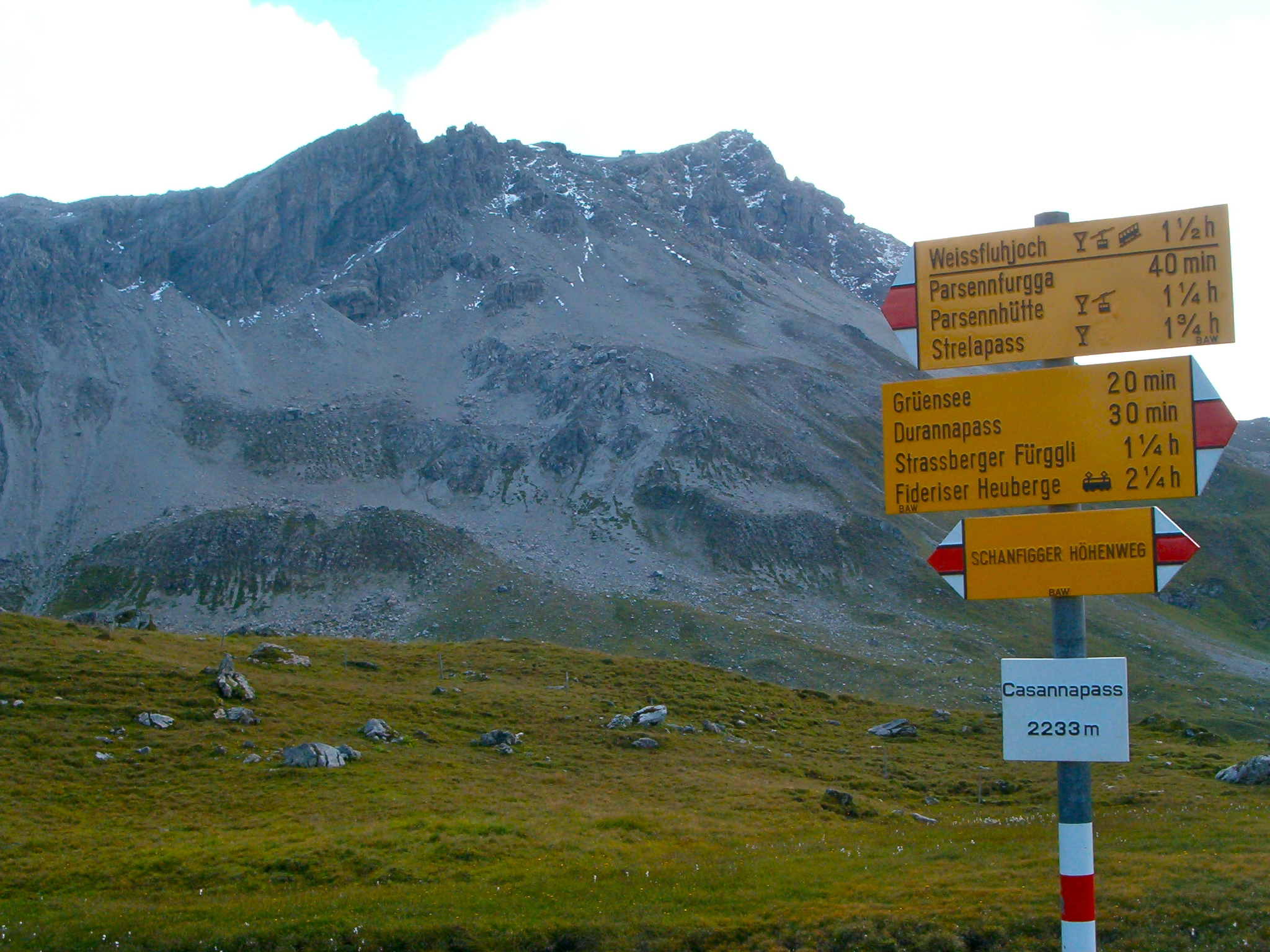
Ansicht vom Casannapass
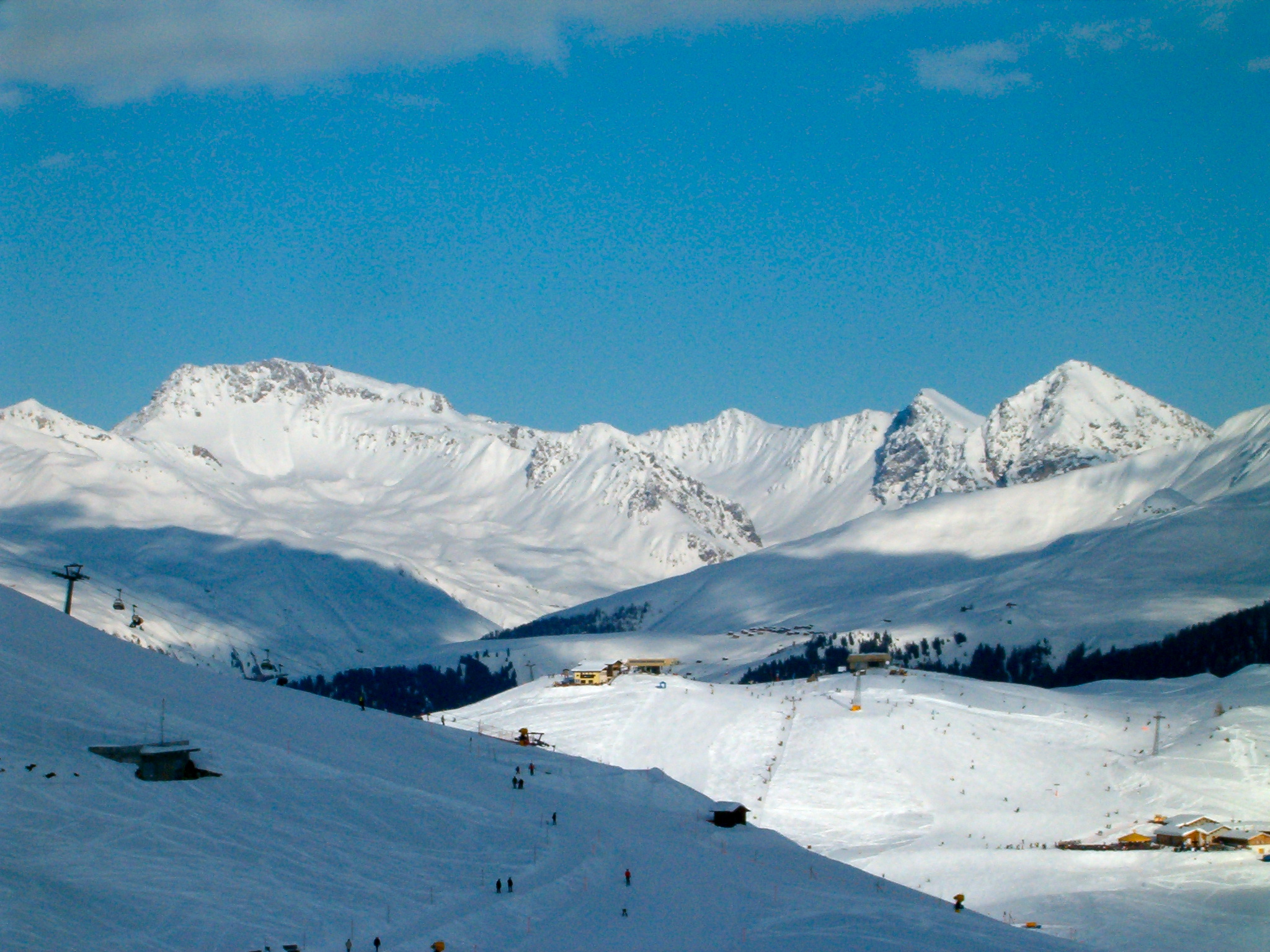
Weissfluegruppe über Tschuggen
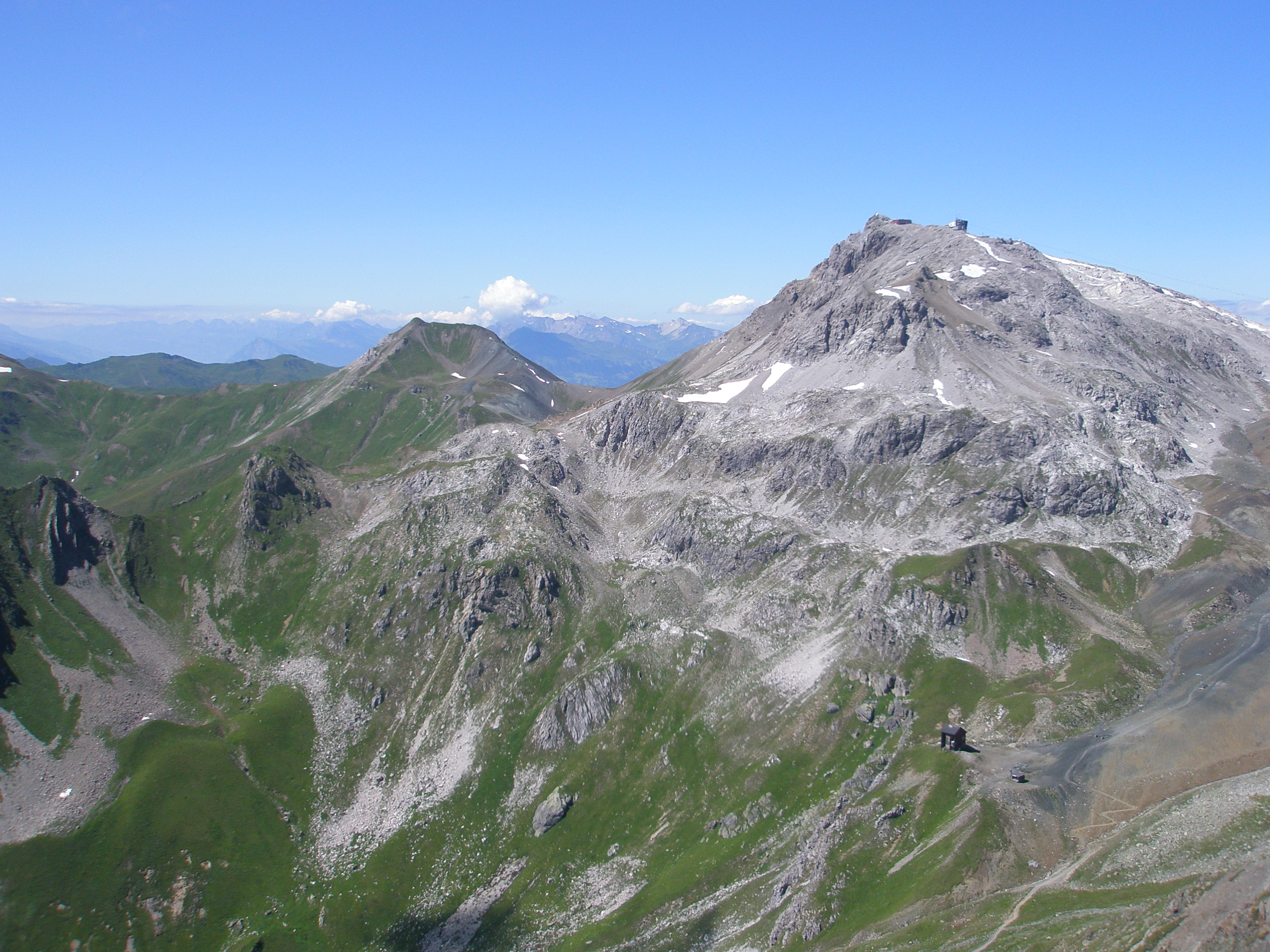
Blick vom Schiahorn
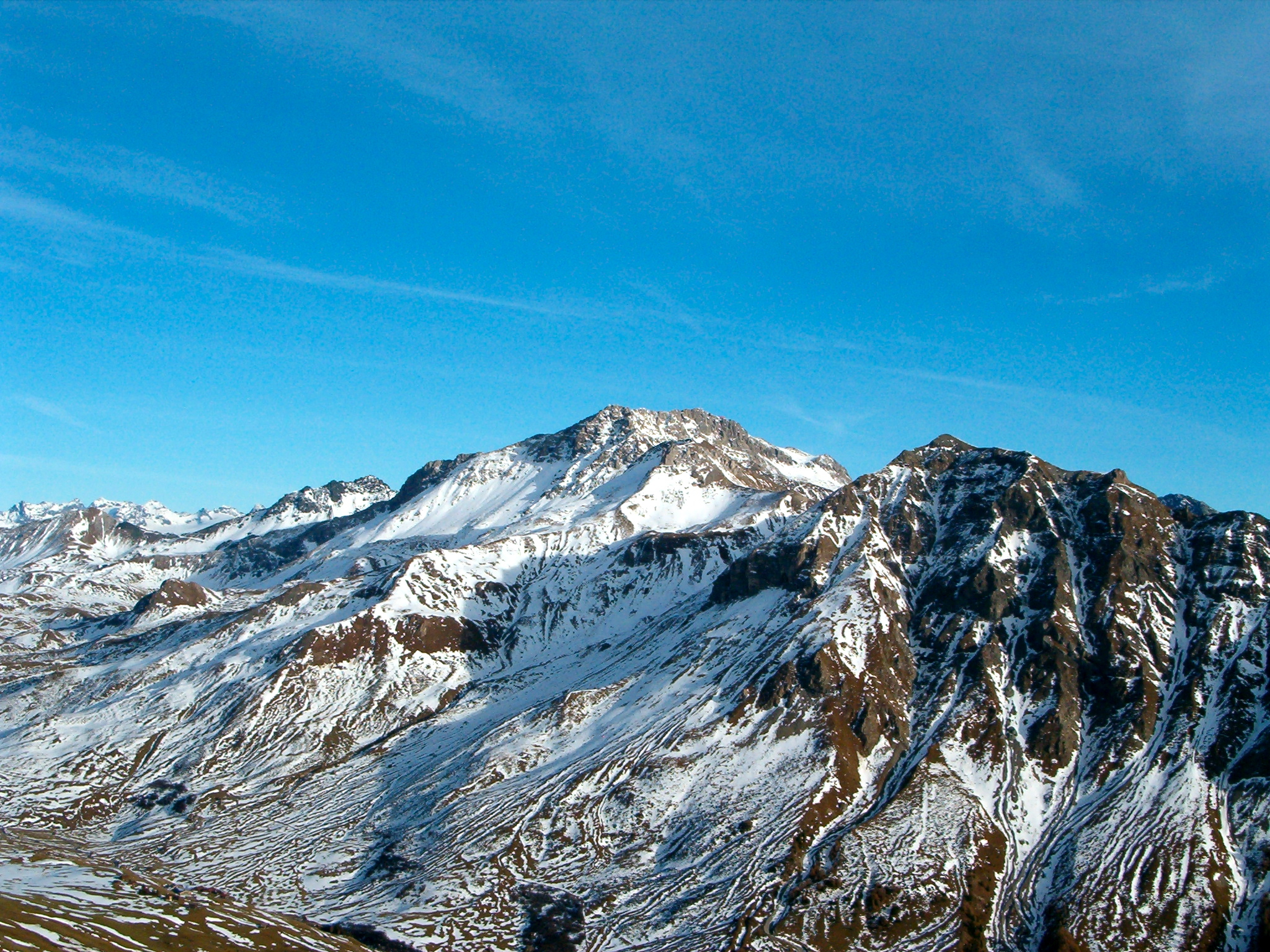
Weissflue vom Mattjisch Horn
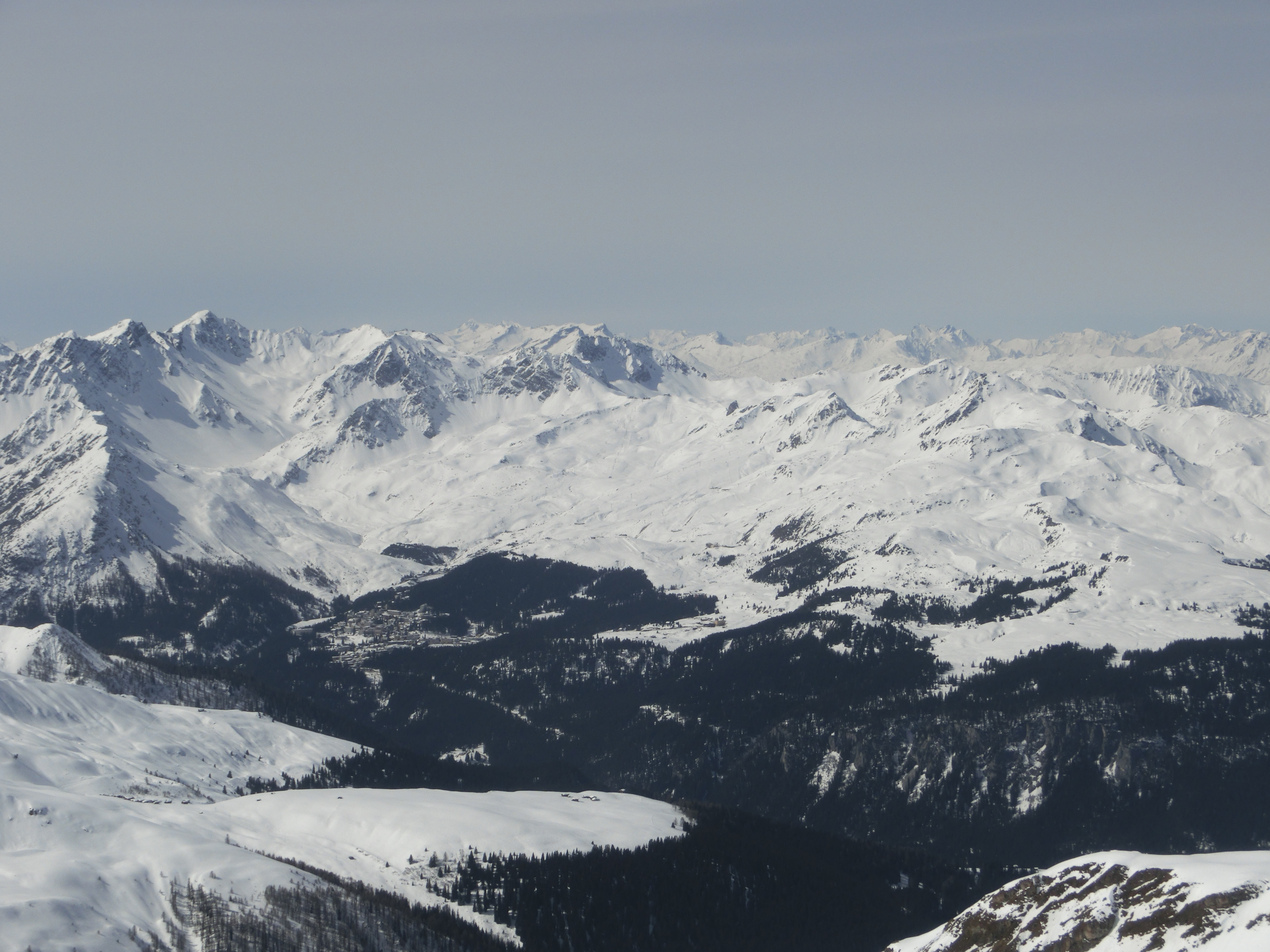
Blick von der Weissflue nach Arosa